# Boom (Sisse Marie)
Boom è il singolo di debutto della cantante danese Sisse Marie, pubblicato il 22 agosto 2005 su etichetta discografica Boom! Records Denmark, parte del gruppo della EMI Music.
Il brano è stato scritto da Lucas Sieber e Jonas Schrøder, ed è stato prodotto da questi due con Thomas Troelsen. È una versione in lingua inglese con riarrangiamento di Vil du være min, canzone dei Cool Kids pubblicata l'anno precedente.
Il video musicale di Boom è stato girato a St-Tropez nell'estate del 2005 e include scene della cantante per le strade della città, in una piscina e in un letto.

## Tracce
Maxi singolo
1. Boom – 2:59
2. Boom (Hit'n'Run Disco Mix) – 5:02
3. Boom (Versione strumentale) – 2:59
4. Boom (Video musicale) – 2:59

Download digitale
1. Boom – 3:04

## Classifiche
| Classifica (2005) | Posizione massima |
| ----------------- | ----------------- |
| Danimarca         | 5                 |